# Oliarus microstyla
Oliarus microstyla är en insektsart som beskrevs av Van Stalle 1991. Oliarus microstyla ingår i släktet Oliarus och familjen kilstritar. Inga underarter finns listade i Catalogue of Life.